# Vittorio Bottego
Vittorio Bottego (Parma, 29 de julio de 1860 - Daga Roba, 17 de marzo de 1897) fue un capitán de artillería y explorador italiano que se hizo famoso por ser uno de los primeros occidentales en entrar en la región de Jubaland, en el Cuerno de África (ahora parte de Somalia). Dirigió dos expediciones, perdiendo la vida en la segunda de ellas. 

## Biografía

### Primeros años
Vittorio Bottego era el hijo menor de Maria Asinelli y Agostino, un médico que se había trasladado al Alto Valle de Taro, a San Lazzaro, antes del nacimiento de su hijo. El hermano mayor, Giambattista, se trasladó a los Estados Unidos, de donde regresó después de la muerte de Vittorio con sus hijos.
Provenía de una rica familia propietaria de fincas extensas en el este de Parma, y fue nieto del explorador Celestina Bottego, que fundó la congregación misioneraSocietà Missionaria di Maria (Suore Bottego).
Niño inquieto y aventurero, después de varias desventuras escolares, incluyendo el golpeo a un profesor, el joven Vittorio entró en la Academia Militar de Módena, donde se licenció como oficial de artillería. También se licenció en la Escuela de Equitación de Pinerolo, participando y ganando numerosos concursos.

### Primeras exploraciones

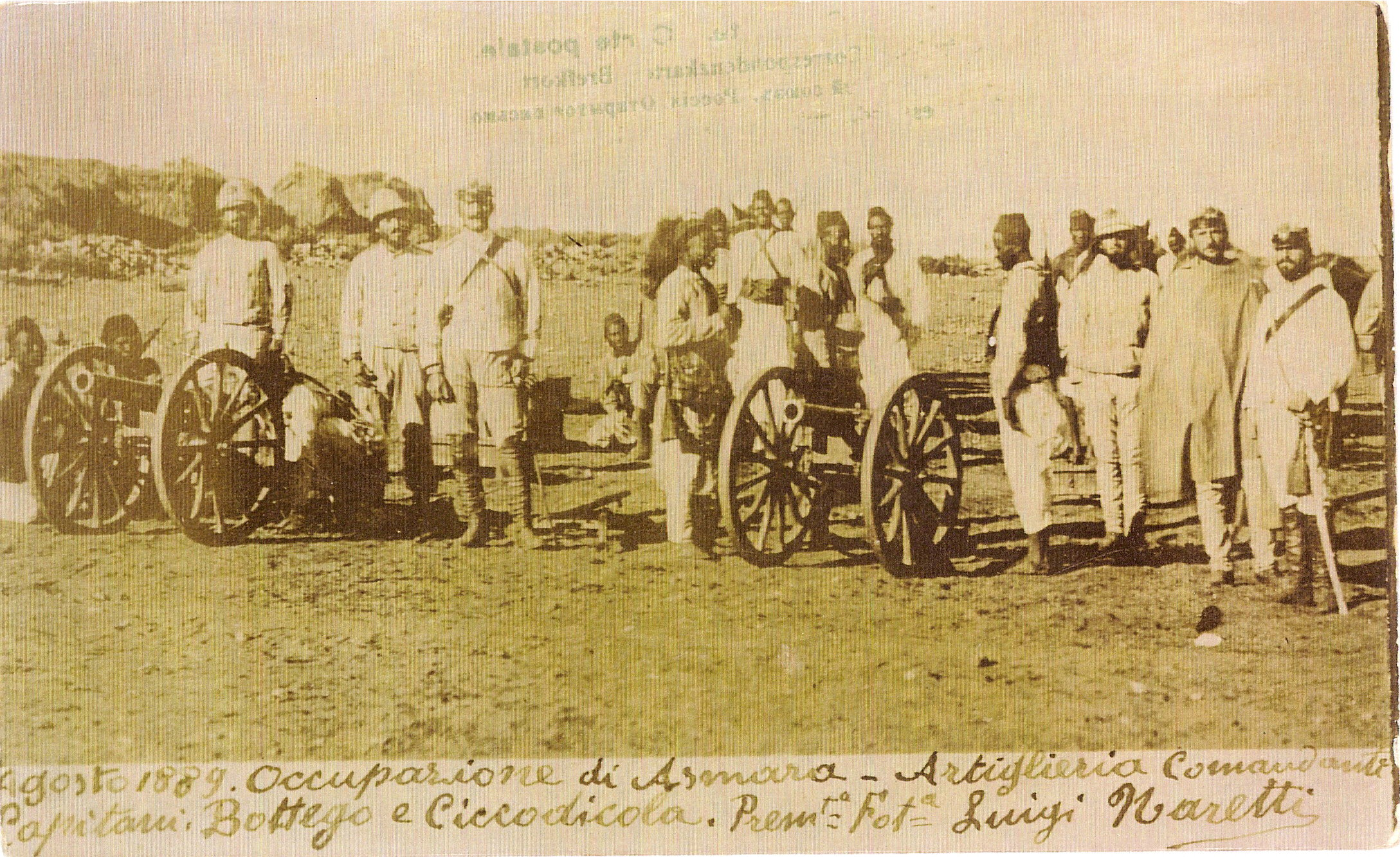
Agosto de 1889, ocupación de Asmara: el capitán Vittorio Bottego (tercero en pie por la ziquierda) y Federico Ciccodicola (primero en pie por la derecha).

En esos años las potencias coloniales llevaban a cabo en toda África una serie de exploraciones, lo que dio lugar al renacer del mito del explorador. Atraído muy joven por ese destino, Bottego solicitó el traslado a la colonia italiana de Eritrea en 1887, con el fin de llevar a cabo expediciones científicas y geográficas.
La primera expedición se dirigió en 1891 a la región conocida como la Dancalia oDanakil, un territorio desértico a orillas del mar Rojo donde desemboca el gran Valle del Rift africano, una región poco conocida, casi inaccesible, que alberga algunos de los reptiles más venenosos del mundo, con un clima muy caliente y seco, siendo la temperatura media de 55 °C. Regresó a Assab, planeando expediciones en la región del río Juba, que nace en los altos de Etiopía y atraviesa Somalia, desaguando en el océano Índico. 
Mientras tanto, Bottego había comenzado a recoger especímenes de animales, plantas y otros materiales científicos para enviarlos a Parma, para lo que sería el Museo Eritreo Bottego, ahora incluido en el Museo di Storia Naturale di Parma.

### Primera expedición de Bottego (1892-93)
Bottego dirigió una expedición patrocinada por la Sociedad Geográfica Italiana —y con una aportación del rey Humberto I— junto con el capitán Mateo Grixoni, que financiaba en parte la expedición. Se dirigieron a Etiopía y se concentraron en el reconocimiento y cartografiado de los canales de los afluentes del río Ganale Doria. Bottego y Grixoni dejaron Bardera el 30 de septiembre de 1892, con ciento veinticuatro hombres. El 7 de noviembre llegaron al río Shebelle, en Imi. Después de ocho días de cruzar el río, se adentraron en el país de los Arsi Oromo, que resultaron hostiles al grupo de Bottego. Pasaron por Arkebla y llegaron al Ganale Guracha (el Ganale Negro) el 11 de diciembre, por cuyas orillas Bottego condujo a sus hombres río arriba durante veinte días.
Concluyendo que ésta no era la corriente principal del Ganale, Bottego dejó el río en dirección oeste-suroeste hasta llegar al Ganale Doria, la rama principal del Ganale, el 16 de enero de 1893. Enfermo de fiebre, Bottego fue dejado aquí por Grixoni, que marchó por la costa el 15 de febrero con treinta hombres. Cuatro días después de la partida de Grixoni, Bottego se internó tierra adentro hasta el monte Fakes, pero, no queriendo encontrarse con grupos etíopes hostiles, volvió al campamento donde Grixoni lo había dejado. Bottego cruzó entonces el trecho que le separaba del río Dawa, y subió por el río hasta que la falta de provisiones le obligó a volver sobre sus pasos. Su partida llegó al Ganale una vez más después de seis marchas forzadas, en el curso de las cuales once hombres murieron de hambre. Dos más murieron en el campamento de agotamiento, y dos se ahogaron mientras cazaban hipopótamos.
El viaje había durado 11 meses y 22 días y en él perdió el 90% de los miembros de la expedición, por abandono, enfermedad, ataques locales o de animales y deserciones. El capitán Grixoni se separó de Bottego en el medio del viaje, dejándole a partir de ese momento sin contactos con Italia, donde se le dio por desaparecido. Al regresar a casa, Bottego fue recibido por su alteza real y la Sociedad Geográfica Italiana le distinguió con una medalla de oro.
Bottego publicó un relato de estas exploraciones en el libro Il Giuba Esplorato, proporcionando significativo material geográfico y científico. El añadido a la rama principal del río Ganale, el Ganale Doria (también escrito Dorya o Doriya), fue hecho en honor del marqués Giacomo Doria, presidente entonces de la Reale Società Geografica.

### Segunda expedición de Bottego (1895-1897)
Después de una breve estancia en Italia, regresó en una expedición, bajo el patrocinio nuevamente de la Sociedad Geográfica Italiana, para determinar todo el curso del río Omo, que pasó a llamarse durante el dominio italiano Omo Bottego, Se aventuró en la región entonces desconocida de la parte superior del Juba, el lago Rodolfo y el río Sobat, siendo el primer occidental que siguió el curso de la parte baja del río Omo desde el lago Pagadé hasta su confluencia con el lago Rodolfo, resolviendo al menos el misterio de la desembocadura del río. 
Intentó continuar con la exploración en territorio etíope, sin darse cuenta de que el país estaba en ese momento en guerra con Italia, por no hablar de que había habido una reciente victoria etíope en la batalla de Adua. Lo mataron el 17 de marzo de 1897 en la cordillera de Maji, cerca de Jellen, en una batalla con los galla, una tribu oromo, en Daga Roba. Su cuerpo nunca fue recuperado, y las noticias sobre su muerte llegaron años más tarde por dos de sus compañeros, Vannutelli y Citerni, que sobrevivieron a la batalla pero fueron apresados durante dos años por Menelik II, emperador de Etiopía.
El informe de esta segunda expedición fue publicado por Vannutelli y Citerni en el libro L'Omo; viaggio d'esplorazione nell'Africa Orientale.

## Honores
El 2 de enero de 1898 Bottego fue galardonado a título póstumo con la medalla de oro al valor militar, recogiendo la siguiente motivación:

Demostró sagacidad admirable al dirigir una expedición científico-militar en el África ecuatorial a través de países inexplorados y entre poblaciones hostiles y desplegó excepcional coraje atacando con sólo 86 hombres a un enemigo fuerte de cerca de un millar de combatientes y muriendo heroicamente en el campo herido en el pecho y la cabeza por dos disparos de arma de fuego. Gobò (Paesi Galla) - 17 de marzo de 1897
Dimostrò sagacia ammirevole nel dirigere una spedizione scientifico-militare nell'Africa Equatoriale attraverso paesi inesplorati e fra popolazioni ostili e bellicose e spiegò eccezionale coraggio attaccando con soli 86 uomini un nemico forte di circa un migliaio di combattenti e morendo eroicamente sul campo ferito al petto e alla testa da due colpi di arma da fuoco.

## Escritos
- Bottego (Vittorio), Nella terra dei Danakil, Società geographica italiana, Roma, 1892, 32 p. + 1 mapa.
- Bottego (Vittorio), Viaggi di scoperta nel cuore dell'Africa. Il Giuba esplorato, 1895, 536 p., ver en línea.
- Bottego (Vittorio), L'esplorazione del Giuba. Viaggio di scoperta nel cuore dell' Africa, eseguito sotto gli auspici della Società geografica italiana, Roma, 1895.
- Bottego (Vittorio), Vannutelli (Lamberto), Citerni (Carlo), L'Omo. Viaggio d'esplorazione nell'Africa orientale - Seconda spedizione Bottego, Milano, Hoepli Ulrico, 1899, XVI-650 p.

Hay además otra publicación sobre su última expedición, escrita por los supervivientes:
- Lamberto VANNUTELLI, Carlo CITERNI, L'Omo; viaggio d'esplorazione nell'Africa Orientale, Milano, Hoepli, 1899